# کروکوئیت

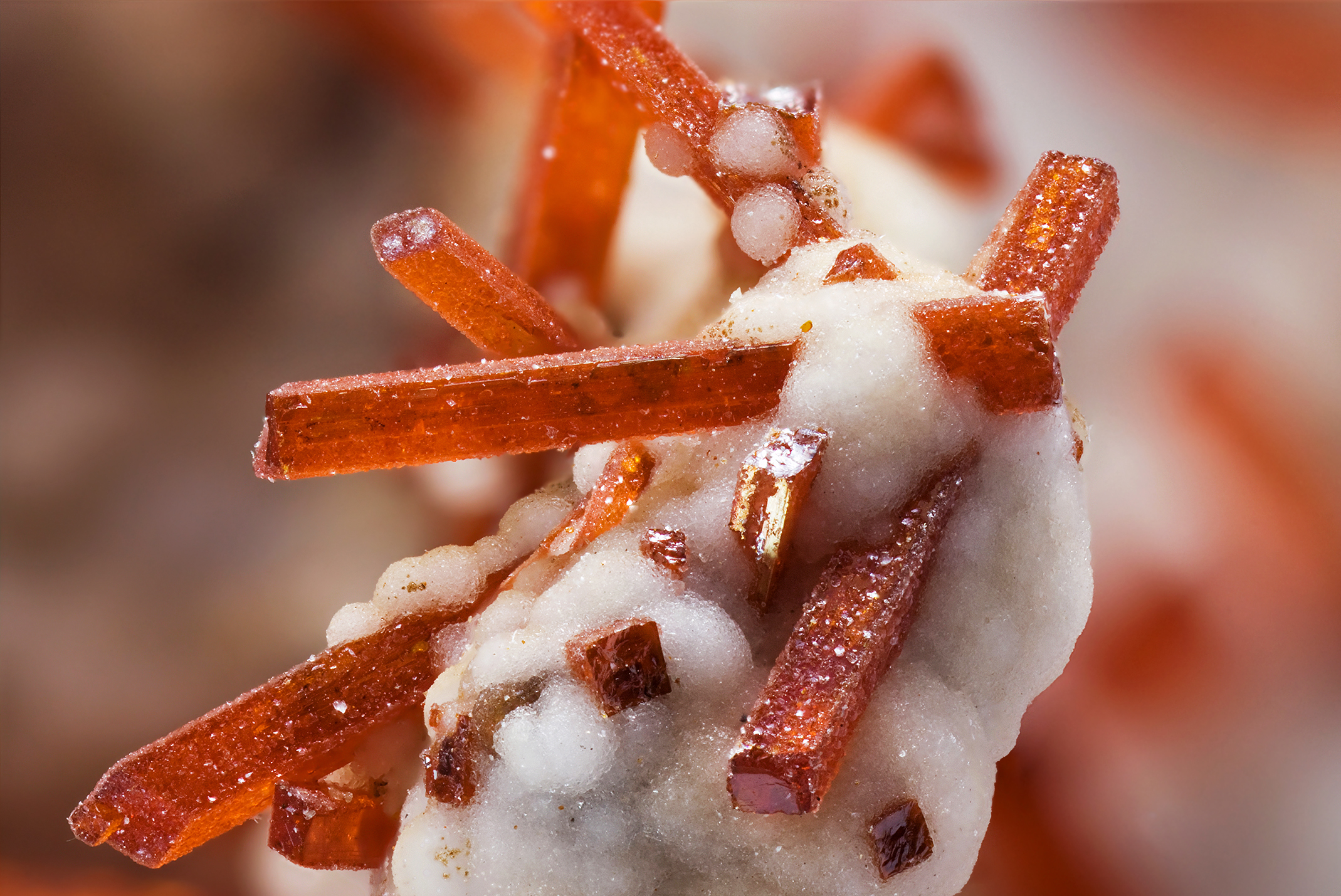
کروکوئیت و دوندازیت

کروکوئیت  (به انگلیسی: Crocoite) با فرمول شیمیایی PbCrO4 از مجموعه کانی هاست و با چاقو بریده می‌شود-لومینسانس قهوه‌ای تیره-ازکانیهای مشابه آن رآلگار و سینابراست. از کلمه یونانی Krokos به معنای زعفران گرفته شده‌است. محلول در HCL گرم و KOH با فسفر و براکس به رنگ سبز زمرد درمی آید. PbO:۶۹٫۰۶٪  CrO۳:۳۰٫۹۴٪  برای اولین بار در استرالیا کشف شد و از نظر شکل بلور: منشوری - ندرتاً رومبوئدر، رنگ: قرمزنارنجی - نارنجی تیره، شفافیت: شفاف، شکستگی: صدفی - نامنظم، جلا: الماسی، رخ: خوب، سیستم تبلور: مونوکلینیک و در رده‌بندی کرومات است  و منشأ تشکیل آن ثانوی است.
همایند کانی‌شناسی (پارانژ) آن رآلگار - سینابر- گالن- لیمونیت- کوارتز و غیره است
، از نظر ژیزمان بلوری - توده‌ای - اگرگاتهای دانه‌ای کمیاب است و بیشتر در آلمان شرقی، روسیه، رومانی، فیلیپین، برزیل، استرالیا و آمریکا یافت می‌شود.